# Neuropsichiatria infantile
La neuropsichiatria infantile (NPI) è una branca specialistica della medicina, appartenente all’area clinica delle neuroscienze, la quale si occupa dei disturbi neurologici, psichiatrici e del neurosviluppo in età evolutiva (0-18 anni).

## Storia
Nata nel secondo dopoguerra come subspecializzazione della neuropsichiatria (clinica delle malattie nervose e mentali), in Italia è rimasta unificata, mentre altrove ha seguito le vicende del settore degli adulti, che negli anni settanta ha iniziato a suddividersi in psichiatria e neurologia. 
A loro volta, sia neurologia sia psichiatria si suddividono in altre sub-specializzazioni, specialmente a livello di centri universitari; per cui in neurologia troviamo subspecializzazioni in neurofisiopatologia, epilettologia e simili, mentre in psichiatria troviamo orientamenti neuropsicologici, psicoterapici, psicofarmacologici, raramente uniti in un singolo specialista. 
Come per il campo della psichiatria generale, diverse correnti di pensiero hanno attraversato la neuropsichiatria infantile, influenzando nel corso di vari decenni gli orientamenti di base e le impostazioni scientifiche e metodologiche prevalenti. Si sono succedute così "idee dominanti" e diversi modelli di intervento (psicodinamici, biologicisti, cognitivo-comportamentali, etc.).
A partire dagli anni settanta, lo sviluppo di approcci più recenti in psichiatria (che portarono alla chiusura dei manicomi e alla riorganizzazione dei servizi sul territorio), è corrisposto nel settore infanzia e adolescenza un movimento per l'integrazione nelle scuole, in classi normali, dei soggetti variamente disabili, che prima erano inseriti invece in classi speciali o istituti speciali, detti differenziali, come avviene tuttora in alcuni altri paesi del mondo occidentale. 
Come per la legge 180 nel 1978 nel settore adulti, che ha sancito la Riforma Psichiatrica, questa evoluzione ha trovato riscontro nella promulgazione della Legge 104 del 1992 sui diritti delle persone portatrici di handicap, ed ha fortemente improntato l'organizzazione dei servizi per più di un decennio. 
Questo ha influenzato fortemente l'operatività dei neuropsichiatri infantili, specialmente a livello dei servizi territoriali, in un lavoro strettamente collegato con le scuole e in stretta collaborazione con altri professionisti, quali neuro e psicomotricisti, psicologi, infermieri, logopedisti, fisioterapisti, assistenti sociali, educatori professionali, oltre che insegnanti curricolari e di sostegno.

## NPI e disabilità
Tradizionalmente in Italia il neuropsichiatra infantile è la figura di riferimento per quel che concerne lo sviluppo psicomotorio e le sue difficoltà. Questi valuta e tratta i casi di disabilità neuropsichiatrica in età evolutiva. 
In tale contesto ha anche un ruolo di consulente per le scuole previsto dalla Legge 104/92, e, assieme al pediatra, di referente per le famiglie per i problemi medici connessi. 
Nell'ambito delle équipe, cioè del gruppo di operatori di diversa professionalità in cui tradizionalmente si svolge l'attività di gestione delle disabilità infantili, può avere un ruolo di coordinamento clinico dei diversi interventi, per una loro gestione integrata.
I gruppi di lavoro in neuropsichiatria infantile, o di Salute Mentale dell'Infanzia e dell'Adolescenza, sono costituiti normalmente da diverse figure professionali esperte in età evolutiva, come lo psicologo dell'età evolutiva, il logopedista, l'educatore professionale, il tecnico di riabilitazione psichiatrica, l'assistente sociale, l'infermiere, e altri. Nei gruppi di lavoro costituiti per l'integrazione scolastica delle persone disabili, che si riuniscono periodicamente per la definizione e la verifica dei PEI (Piani Educativi Individualizzati), è presente anche la figura dell'insegnante di sostegno e dell'assistente scolastico accanto a quella degli insegnanti curricolari, in ogni ordine di scuola.
Gli ambiti assistenziali in cui operano i servizi di neuropsichiatria infantile sono l'ospedale (più o meno collegato con l'università), per la diagnosi e la cura delle forme morbose complesse e delle malattie rare o acute, e i servizi territoriali delle ASL per l'assistenza globale.

## Principali ambiti applicativi della neuropsichiatria infantile
Neurologia dell'età evolutiva
- Paralisi cerebrale infantile
- Malattie neuromuscolari (es. distrofia muscolare, amiotrofia spinale)
- Cefalee dell'età evolutiva
- Epilessia
- Traumi cranici
- Tumori cerebrali infantili

Psichiatria dell'età evolutiva
- Disabilità intellettiva
- Disturbi dello sviluppo psicologico
- Disturbi dell'apprendimento
- Disturbi del linguaggio
- Autismo infantile e psicosi dell'età evolutiva
- Disturbi del comportamento alimentare (anoressia nervosa e bulimia in età evolutiva)
- Depressione nell'infanzia e nell'adolescenza
- Disturbi della personalità nell'infanzia e nell'adolescenza
- Disturbi del comportamento, dell'emotività e del funzionamento sociale
- Scompenso adolescenziale
- Disturbo di regolazione
- Disturbo da deficit di attenzione/iperattività (ADHD)

Il neuropsichiatra infantile può essere chiamato, assieme ad altre figure professionali come lo psicologo dell'età evolutiva, a svolgere funzioni di Consulente Tecnico d'Ufficio (CTU) su incarico dei Tribunali di ogni ordine e grado, in particolare in merito alle questioni di affidamento di minori nelle separazioni genitoriali conflittuali, o nelle situazioni di abusi o trascuratezza, oltre che nella definizione dei provvedimenti di tutela quali l'interdizione, l'inabilitazione e, più recentemente, l'amministrazione di sostegno dei minori.